# Тунел Караванке
Тунел Караванке (словен. Predor Karavanke/ ) је тунел за друмски саобраћај који се протеже испод најдужег европског планинског венца - Караванке - и повезује Словенију са Аустријом. Са укупном дужином од 8.019 метара са порталима, односно 7.864 m у прокопу испод масива (од тога 3.750 m са словеначке, и остатак са аустријске стране) то је најдужи тунел на територији Словеније а девети по дужини у Алпима. Лежи на ауто-путу А2 (Караванке-Обрежје) са словеначке и А11 (ауто-пут Караванке) са аустријске стране.
Све до изградње овог тунела масив Караванке је представљао велику препреку за саобраћај са простора СФРЈ који је долазио из правца Загреб-Љубљана према западној Европи преко Алпа. Због слабо изграђене путне мреже, теретни саобраћај у овом правцу је био готово непостојећи али је ипак саобраћај личних возила од Љубљане ка Караванкама и даље био великог интензитета, и није постојала адекватна друмска инфраструктура. Једини пут заобилажења Караванки био је превој Подкорен који није задовољавао захтеве ни у смисли капацитета ни рационалности трасе. Циљ изградње било је усмерити већи део југословенског саобраћаја ка Европи на новоизграђени тунел.
Изградња почиње симултано са обе стране лета 1986. године и наставља се наредних пет година, да би тунел био предан на коришћење 1. јуна 1991. Планиран је као двоцевни тунел, али су процене о количини саобраћаја условиле изградњу једноцевног тунела за двосмерни саобраћај, са по једном траком за сваки смер. По завршетку изградње био је то најмодернији и најбоље опремљен тунел тадашњице. Снабдевен је модерном светлосном сигнализацијом, системом даљинске контроле семафорима и саобраћајним знаковима, видео-надзором саобраћаја (на сваких 400 m по једна камера), радио и телефонским везама, сензорима за дим, пожар и концентрације угљеник моноксида. Целокупном дужином тунела је могућа употреба мобилне телефоније. Полиција, ватрогасци и остале хитне службе су стациониране у непосредној близини улаза у тунел са обе стране. Контрола и надзор саобраћаја равноправно припадају и словеначкој и аустријској страни које се ротирају у вршењу управљања на месечном нивоу.
На улазу у тунел налазе се царинске и полицијске службе обе земље заједно (ГП Караванке), као и наплатне рампе (приходи се деле равноправно и користе за одржавање тунела, за путничка возила наплаћује се 6,50 евра (2009)) како би се омогућило неометано саобраћање возила и избегло непотребно задржавање са обе стране. Са аустријске стране од 2009. користи се наплатни аутомат, док се са словенске још наплаћује на наплатној кућици.